# Zöld intézmény
A zöld intézmény fogalmi meghatározása két tartalmi tagolásból áll össze, az egyik a zöld, mint környezettudatos jelző használata, a másik magának az intézmény szónak az értelmezése. Az első fogalom a zöld, ez esetben a felelősségteljes környezettudatos életmódfajtát és vitelt jelöli, az intézmény a szabályok alapján működő rendszerre utal, mint általános meghatározás. A Zöld Intézmény fogalmi felépítését a zöld és az intézmény szavak következetes analitikáját követően tudjuk meghatározni.

## Intézmény
Az intézmény meghatározása különös érzékenységet igényel. A tisztán látás kedvéért érintjük az intézmény szó értelmezéseit a meghatározások szemléltetésével. Egy átfogó és széles körű értelmezésből kiindulva jutunk el a zöld intézményhez, majd annak leírásához.
Az intézmény jelent:
1. elvárásokat, szabályok sajátos rendszerét
2. a viselkedés megfigyelhető szabályszerűségét, a kölcsönhatások rendszerességét
3. beállítottságokat, értelmezési hajlandóságok valószínűségét
4. valamilyen csoportot vagy szervezetet, végül jelentheti
5. magát a társadalmat vagy annak a társadalom valamely szféráját vagy alrendszerét.[1]

## Zöld Intézmény
Az intézmény szó definíciói derítettek fényt arra, hogy a széles spektrumon értelmezhetőek a felállított megfogalmazás, csaknem az élet minden területét felölelik. A zöld  fogalmával párosítva zöld szabályszerűséget, zöld normákat, zöld életmódot, zöld működést eredményez, teljesen értelmes kifejezéseket.
A Zöld Intézmény definiálása:
1. Zöld Elvárások, szabályok sajátos rendszere: a környezeti terhelés csökkentésére irányuló elvárások, szabályok.
2. Zöld viselkedési normák megfigyelhető szabályszerűsége: a környezettudatos viselkedés és ennek normái
3. Zöld beállítottságok - a környezettudatosságra életmód folytatása és nevelés szándéka
4. Zöld csoport vagy szervezet – a környezettudatosan működő csoportok, cégek, közintézmények, szervezetek, épületek összességét általánosan megfogalmazva Zöld Intézménynek hívjuk.

Zöld intézmény: a környezettudatos elvárások olyan sajátos rendszere, melyben a felelős környezettudatosság szabályszerűsége ösztönöz etikus működésre vagy működtetésre társadalmi intézményéket.

## Zöld épület
A zöld épület (más néven zöld intézmény vagy fenntartható épület) kifejezés az épület felépítésére és működtetésére utal, amely környezettudatos és erőforrás felhasználás szempontjából hatékony használatot jelent az épület egész életciklusán keresztül: Az elhelyezés tervezésétől, a megépítésen, üzemeltetésen, karbantartáson, felújításon keresztül egészen a bontás folyamatáig. 
Bár új technológiákat folyamatosan fejlesztenek annak érdekében, hogy kiegészítsék a jelenlegi gyakorlatokat az épületek zöldítését illetően, a közös cél továbbra is a következő: A zöld épületeket tervezzék úgy, hogy csökkentsék a beépített terület emberi egészségre és a természetes környezetre gyakorolt káros hatását azáltal, hogy:
- Hatékonyan gazdálkodik az energiával, vízzel és egyéb erőforrásokkal
- Védi a használó egészségét és növeli az alkalmazottak munkatermelékenységét
- Csökkenti a hulladék termelődést, a környezetszennyezést és –rombolást

Míg a zöld épületéknél alkalmazott irányelvek és technológiák folyamatosan fejlődnek és régiónkként jelentős eltéréseket mutatnak, vannak alapvető irányelvek, amelyekből a technikák származnak: területrendezési és felépítés tervezés, energia hatékonyság, vízfelhasználás hatékonyság, anyagfelhasználás hatékonyság, beltéri környezet minőségének fejlesztése, üzemeltetés és karbantartás optimalizálás és hulladék illetve mérgezőanyag termelődés csökkentése.
Esztétikai oldalról megközelítve a zöld építészet vagy a fenntartható épülettervezés olyan filozófiai koncepciót takar, amelynél a létesítmény összhangban van a természeti adottságokkal és az épületet körülvevő erőforrásokkal. Több meghatározó lépése van a fenntartható épület tervezésének: „zöld” építőelemek beszerzése helyi forrásokból, terhelés csökkentése, rendszerek optimalizálása és a létesítmény helyszínén megújuló energiaforrás generálása.

## Példák zöld intézményekre Magyarországon

### Szegedi Tudományegyetem József Attila Tanulmányi és Információs Központ
A Szegedi Tudományegyetem József Attila Tanulmányi és Információs Központja elkötelezett híve a zöld megoldások alkalmazásának. Működése során az SZTE TIK 10+1 érvet halmozott fel, amelyre hivatkozva Magyarország legzöldebb egyetemi egységének tekinti magát. Ebből párat megemlítve: Az University of Indonesia 2010 nyarán indította el a világ egyetemeinek zöld mérőszámokon alapuló „UI Green Metric Ranking of World Universities 2010” rangsorát, amelyen az SZTE TIK előkelő helyen végzett a kelet-európai egyetemek között. 2009-ben a KÖVET Egyesület a Fenntartható Gazdálkodásért által kiírt Zöld Iroda pályázaton az SZTE Tanulmányi és Információs Központ Igazgatósága elnyerte a „2009 Legtöbbet Zöldült Irodája” Díjat, továbbá a Központ 2010-ben, karöltve további három egyetemi egységgel ugyanezen a versenyen „Kreatív Különdíjban” részesült. A plusz egyedik érv egy közönségdíj, amelyet a 2011-es CSR piacon nyert el a központ a Zöld Kommandó nevezetű, önkéntességen alapuló kezdeményezésével. A célközösség minél szélesebb rétegeinek elérése érdekében a Központ saját hivatalos oldalt és üzemeltet.

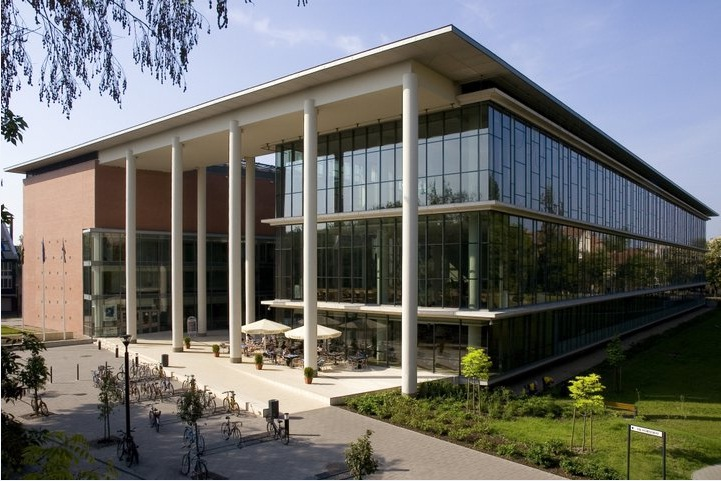
Szegedi Tudományegyetem József Attila Tanulmányi és Információs Központ

### Mérnöki kar új épülete aSzegedi Tudományegyetemen
A Moszkvai körúton létesült új Mérnöki kari épület a legmodernebb technikákat alkalmazza a környezeti terhelés csökkentése érdekében. Az épület fűtéséért két 100 méter mélységig hatoló hőszivattyú felel, amely a Föld geotermikus energiáját hasznosítja. A nyílászárók a szabadalmosított eljárásnak köszönhetően képesek elnyelni és elraktározni a nap energiáját. Az épület saját napelemes rendszerrel rendelkezik. A korszerű és energiatakarékos megvilágításról LED-es fényforrások felelnek.

### Skanska green house
A LEED tanúsítványi rendszeren platina szintű előminősítést elért irodakomplexum 2012 decemberében kerül átadásra. A 17800 négyzetméteres épület a legmodernebb technikák alkalmazásával igyekszik ökológiai lábnyomát csökkenteni, illetve energiatakarékosan, fenntarthatóan működni. Az komplexum helyének meghatározásakor a tömegközlekedéssel történő könnyű megközelíthetőség kiemelt szempont volt. Az épület elkészülte után az irodák bérbe vehetők a környezettudatos szervezetek számára.

### Zöld óvoda pályázat
A Környezetvédelmi és Vízügyi Minisztérium és az Oktatási és Kulturális Minisztérium megbízásából az Oktatási és Kulturális Minisztérium Támogatáskezelő Igazgatósága 2008-ban pályázatot hirdetett a zöld óvoda cím elnyeréséért. Az feltételeket 20 pontból álló kritérium rendszer határozza meg. Ahogy elvárható a kritériumok között kiemelkedő fontosságú a környezettudatosságra és környezeti értékek megóvására nevelés. A Zöld óvoda címet elnyert intézmények listája megtekinthető.